# 肯尼·基
肯尼斯·布魯斯·戈雷里克（Kenneth Bruce Gorelick，1956年6月5日—），艺名“肯尼·基”（Kenny G），生于华盛顿州西雅图市，美国輕柔爵士薩克斯風手，作曲家。他主要吹奏高音薩克斯風，是當代全球唱片銷量最高的乐手之一，銷量截至2009年已逾7500萬張。

## 生涯

### 早期生活
肯尼·基於1956年6月5日出生於美國華盛頓州西雅圖市的猶太人家庭，在一個埃德·沙利文秀上，他第一次接觸到了薩克斯風音樂，從此對薩克斯風著迷。1966年，年僅10歲的肯尼·基開始在華盛頓州的格羅弗登臺表演。初期他經常模仿當地小號手杰拉爾·德普菲斯特（Gerald Pfister）的風格來演奏。這個階段為他日後的風格打下了良好的基礎。他的第一個薩克斯風是比費·庫姆布恩公司出品的中音萨克斯风。
小學畢業后，肯尼·基進入弗蘭克林高中。當時他曾嘗試進入學校的一個爵士樂樂團，但並沒有成功。高中期間，他報讀了一個私人的薩克斯風訓練班，在總共為期一年的課程中，他至少每週上一次課，因此薩克斯風的演奏技巧飛速提升。受到他的哥哥布賴恩·戈雷利克的影響，肯尼·基開始接觸到高球；高中時期，他還曾加入校隊。此後他入讀位於家鄉西雅圖的華盛頓大學。
1973年，肯尼·基開始參與由Barry White組織的愛無限樂團樂團的伴奏，當時年僅17歲的他面臨高中畢業考試與進入大學的過渡期。在進入大學后，他開始攻讀會計學的學士學位，並以優異的成績完成學業。隨後他再次參與一個放克類型樂隊“冷血”樂隊的表演，樂隊輾轉于全國各地。肯尼·基在此期間積累了豐富的表演經驗，幷於1980年代初期脫離樂隊，開始單飛。

### 音樂生涯
1982年，在阿里斯塔唱片公司（Arista Records）總裁克萊夫·戴維斯聽到他翻唱瑞典著名樂隊ABBA的“跳舞皇后”（Dancing Queen）后與他簽約，正式成為阿里斯塔唱片旗下的一位藝術家。在此期間，他參與多位知名獨唱流行歌手的音樂專輯，包括安德烈·波伽利、惠特尼·休斯頓、皮波·布莱森、唐妮·布蕾斯顿、DJ傑夫與新奇王子、娜塔莉·科爾、史蒂夫·米勒、達德利·摩爾、邁克爾·波頓、席琳·狄翁以及艾瑞莎·弗蘭克林，而他自己的獨奏唱片專輯，通常以輕爵士樂（柔和爵士）為主。
肯尼·基在早期的演奏生涯中即獲得了成功，所錄製的第二張錄音室唱片《G Force》以及第三張唱片《重力》（Gravity）都獲得了白金銷量；第四張唱片《雙色調》（Duotones）更是獲得空前的成功，僅僅在美國的銷量就超過500萬張。隨後的第六張唱片《呼吸困難》（Breathless）成為有史以來，世界上最為暢銷的獨奏音樂唱片，銷量高達1500萬張，其中美國的銷量高達1300萬張。
1997年，肯尼·基創造了連續演奏色士風時間最長的健力士世界紀錄，他在紐約使用高音色士風連續用E大調吹奏了45分47秒，而他所用的循環換氣法此後亦成為世界各地色士風發燒友追捧的方法。同年，他所灌錄的唱片《此時此刻》（The Moment）中的歌曲《哈瓦那》（Havana）由著名混音師托德‧特里和托尼·莫蘭混音后成為MIX舞曲，成為全美各大熱舞俱樂部的熱門單曲。
1999年，肯尼·基的單曲《多么美好的世界》（What A Wonderful World）受到了多位樂評家的批評，其中樂評人將他的爵士風格與美國著名音樂家路易斯·阿姆斯特朗相比較后批評肯尼·基不應改變以往輕鬆的爵士樂風格，他亦認為現今已經沒有一個爵士樂隊或是一個樂手可以擁有像過去般的影響力，爵士樂恐怕會因此而日漸衰落。但该乐评人的此番言論，受到另外一些樂評家的反駁。
肯尼·基亦有錄製一些中國的民族音樂以及華語流行歌曲，如著名華語歌手鄧麗君的《月亮代表我的心》、張學友的《吻別》、《一千個傷心的理由》、刘德华的《你是我的女人》、王力宏的《唯一》等，1990年代開始后，他的音樂在大中華地區受到廣泛的歡迎。台灣、香港，以及中國大陸的電視節目、酒吧、西餐廳、酒店大廳乃至於機場大廳，經常會播放他所吹奏的一些輕爵士樂，特別是《回家》。
截至2003年，他的唱片銷量高達4800萬張，被美國唱片工業協會評選為歷史上最暢銷歌手的第23-24位。1994年，他憑藉演奏樂曲《永恆的愛》（Forever in Love）獲得了格萊美最佳器樂演奏獎。
2009年，他和Weezer樂隊合作推出唱片《Raditude》，並首先在美國在線接受樂迷購買，其中樂曲《我是你爸爸》（I'm Your Daddy）為肯尼·基所獨奏。在此之前，肯尼·基曾表示他對於Weezer樂隊一無所知。儘管一些樂評家繼續對他的新唱片提出批評，但美國在線旗下的兩個網站Spinner.com和Popeater.com卻對這張專輯的製作以及風格讚譽有佳。
2010年，肯尼基專輯《Heart and Soul》深受R&B影響，讓羅賓·西克和長期合作的娃娃臉參與featuring，還得到了好的評價。
2011年2月，肯尼基被列入奧迪第四十五届超级碗廣告被稱“Release the Hounds”。肯尼基出演了凱蒂·佩芮的單曲惡搞週末音樂錄影帶。10月8日，肯尼基在週六夜現場演奏另類搖滾樂團擁抱人群樂團的《Houdini》。肯尼基與Sandy Kovach在奧蘭多WLOQ參演了廣播節目。肯尼基在2014年10月28日宣布將發行第15張錄音室專輯《Brazilian Nights》，此專輯靈感來自於加農炮艾德利的專輯《Cannonball's Bossa Nova》、保羅‧戴斯蒙和史坦‧蓋茲。此專輯發行後在告示牌專輯榜的86位。肯尼基的《The Brazilian巡演》正式啟動，在整個北美洲及亞洲許多國家進行巡演。2017年2月，肯尼基在網飛的原創漫畫《Michael Bolton's Big, Sexy Valentine's Day Special》裡飾演門警，至於肯尼基一角由安迪·萨姆伯格飾演。

## 樂器
肯尼·基所使用的薩克斯風包括塞爾瑪公司的第六代高音，中音以及次中音色士風，他亦創建了自己的薩克斯風網站：肯尼·基的薩克斯風（Kenny G Saxophones）。

## 私人生活
肯尼·基於1993年與Lyndie Benson結婚，婚後育有兩子馬克斯和諾亞。2012年肯尼·基宣佈離婚。
他是一個狂熱的高球迷，并曾經打出0.6的差點。他亦曾經參與多個業餘的高球大師賽，包括2001年曾與泰格·伍兹與Jerry Chang組隊參加圓石灘職業業餘大賽（AT&T Pebble Beach National Pro-Am）。在音樂家高球手差點指數排行中，他在2006年和2008年曾高居第二位。
肯尼·基亦是一名非職業的飛行員，擁有一架哈維蘭海狸水上飛機（De Havilland Beaver）。此外他還是星巴克咖啡連鎖店的股東之一。

## 音樂作品
錄音室專輯
- 1982：Kenny G（英语：Kenny G (album)）
- 1983：G Force（英语：G Force）
- 1985：Gravity（英语：Gravity (Kenny G album)）
- 1986：Duotones
- 1988：Silhouette（英语：Silhouette (album)）
- 1992：Breathless（英语：Breathless (Kenny G album)）
- 1996：The Moment（英语：The Moment (Kenny G album)）
- 1999：Classics in the Key of G（英语：Classics in the Key of G）
- 2002：Paradise（英语：Paradise (Kenny G album)）
- 2004：At Last...The Duets Album（英语：At Last...The Duets Album）
- 2006：I'm in the Mood for Love...The Most Romantic Melodies of All Time（英语：I'm in the Mood for Love...The Most Romantic Melodies of All Time）
- 2008：Rhythm & Romance（英语：Rhythm & Romance (Kenny G album)）
- 2010：Heart and Soul（英语：Heart and Soul (Kenny G album)）
- 2012：Namaste
- 2015：Brazilian Nights（英语：Brazilian Nights）

## 惡搞
- 動畫《南方四賤客》曾經在第三季第十七集影射他是同性戀者。
- 動畫《海綿寶寶》『比奇堡抒情爵士』有類似角色，名稱為Kelpy.G。

## 外部連結
- Kenny G官方網站 （页面存档备份，存于）
- 肯尼·基的Facebook專頁
- 肯尼·基的Instagram帳戶
- YouTube上的肯尼·基頻道
- 肯尼·基的空間 （页面存档备份，存于）